# Крайстчърч
 Тази статия е за град Крайстчърч в Нова Зеландия.  За града в Англия вижте Крайстчърч, Дорсет.  
Крайстчърч на английски: Christchurch е град в Нова Зеландия, най-големият на Южния остров и втори в страната. Има население от 377 200 (по приблизителна оценка от юни 2018 г.).
Градът претърпява серия земетресения, първото от които, на 4 септември 2010 г., е с магнитуд 7,1 по скалата на Рихтер и разтърсва града в 4:35 сутринта местно време. Няма жертви, но разрушенията върху града и неговата инфраструктура са много сериозни. Щетите само от него се оценяват на над 4 млрд. новозелендски долара. Земетресенията продължават до януари 2012 г., като най-разрушителното е в 12:51 ч. на 22 февруари 2011 г. с магнитуд 6,3 по Рихтер, при което 185 души са убити, хиляди сгради в града претърпяват сериозни щети, а няколко централни  сгради се срутват. До края на 2013 г., 1500 сгради в града са разрушени и започват проекти за възстановяване и реконструкция.
На 15 март 2019 г. градът е място на терористична атака насочена срещу две джамии,  при която са убити 51 души. Денят, по думите на министър-председателя Джасинда Ардърн, е „един от най-мрачните на Нова Зеландия“.

## География
Градът е разположен между полуостров Банкс и равнините на Кентърбъри, на източния бряг на Южния остров. През центъра на града преминава река Ейвън.
Климатът е умерен, със средни летни температури от 22,5 °С (януари) и зимни от 11,3 °С (юли). Сняг пада средно веднъж годишно, но снежна покривка не се задържа.

## Икономика
Местната икономика е доминирана от селското стопанство, главно овцевъдство. В последните години се развиват и високите технологии (софтуерни и инженерни фирми), за което спомага и наличието на 3 университета в града.
Туризмът също е важен отрасъл. Близостта до ски пистите в курортите на Южните Алпи и наличието на международно летище в града, привличат много туристи.

## Личности
Починали
- Найо Марш (1895 – 1982), новозеландска писателка

## Побратимени градове
- Аален, Германия
- Аделейд, Австралия от 2008 г.